# Tỉnh trưởng Chính phủ Nhân dân tỉnh Thiểm Tây
Tỉnh trưởng Chính phủ Nhân dân tỉnh Thiểm Tây (Tiếng Trung Quốc: 陕西省人民政府省长, Bính âm Hán ngữ: Shǎn Xī shěng rénmín zhèngfǔ shěng zhǎng, Thiểm Tây tỉnh Nhân dân Chính phủ Tỉnh trưởng) được bầu cử bởi Đại hội Đại biểu nhân dân tỉnh Thiểm Tây, lãnh đạo bởi thành viên của Đảng Cộng sản Trung Quốc. Cán bộ, công chức lãnh đạo, là Tỉnh trưởng Chính phủ Nhân dân tỉnh Thiểm Tây có cấp bậc Bộ trưởng, thường là Ủy viên Ủy ban Trung ương Đảng Cộng sản Trung Quốc các khóa. Tỉnh trưởng Chính phủ Nhân dân là lãnh đạo thứ hai của tỉnh, đứng sau Bí thư Tỉnh ủy. Tỉnh trưởng Chính phủ Nhân dân tỉnh Thiểm Tây đồng thời là Phó Bí thư Tỉnh ủy tỉnh Thiểm Tây.
Trong lịch sử Cộng hòa Nhân dân Trung Hoa, chức vụ Tỉnh trưởng Chính phủ Nhân dân tỉnh Thiểm Tây có các tên gọi là Chủ tịch Chính phủ Nhân dân tỉnh Thiểm Tây (1949 - 1955), Tỉnh trưởng Ủy ban Nhân dân tỉnh Thiểm Tây (1955 - 1967), Chủ nhiệm Ủy ban Quân Giải phóng Nhân dân Trung Quốc Kiểm soát tỉnh Thiểm Tây (1967 - 1968), Chủ nhiệm Ủy ban Cách mạng tỉnh Thiểm Tây (1968 - 1979), và Tỉnh trưởng Chính phủ Nhân dân tỉnh Thiểm Tây (1979 đến nay). Tất cả các tên gọi này dù khác nhau nhưng cùng có ý nghĩa là Thủ trưởng Hành chính tỉnh Thiểm Tây, tức nghĩa Tỉnh trưởng Chính phủ Nhân dân tỉnh Thiểm Tây hiện nay.
Tỉnh trưởng Chính phủ Nhân dân tỉnh Thiểm Tây hiện tại là Triệu Nhất Đức.

## Lịch sử

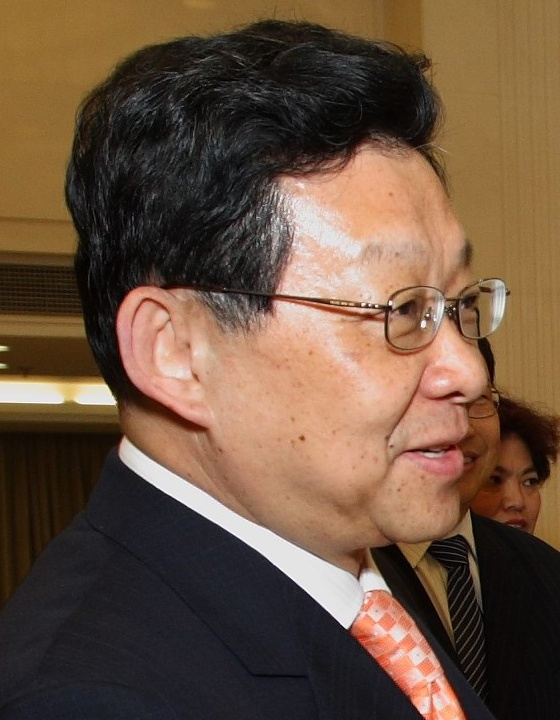
Trần Đức Minh (1949 -), nguyên Tỉnh trưởng Chính phủ Nhân dân tỉnh Thiểm Tây (2004 – 2006).

Chính phủ Nhân dân tỉnh Thiểm Tây được Đảng Cộng sản Trung Quốc thiết lập từ trong cuộc Nội chiến Trung Quốc giữ Đảng Cộng sản Trung Quốc và Trung Quốc Quốc dân
Đảng. Trong Nội chiến Trung Quốc thứ hai, các cơ quan hành chính được Đảng Cộng sản Trung Quốc được thành lập ở khu vực phía bắc Thiểm Tây nhằm chiếm giữ Thiểm Tây, Cam Túc và Ninh Hạ. Sau khi Hồng quân Trung Hoa và Ủy ban Trung ương Đảng Cộng sản Trung Quốc đến miền bắc Thiểm Tây, các cơ quan hành chính được quyết định sáp nhập vào khu vực Quan Trung. Vào tháng 9 năm 1937, Chính phủ Nhân dân Vùng Biên giới Thiểm Tây – Cam Túc – Ninh Hạ được thành lập. Kể từ năm 1943, Chính quyền Nhân dân khu vực biên giới có quyền chiếm lĩnh hơn 20 quận tại Thiểm Tây.

Vào tháng 5 năm 1949, Chính phủ Nhân dân Vùng Biên giới Thiểm Tây – Cam Túc – Ninh Hạ chuyển đến Tây An. Sau khi Giải phóng quân Nhân dân Trung Quốc đóng quân ở tỉnh Thiểm Tây, đã tổ chức thành lập 102 cơ quan hành chính địa phương trong tỉnh. Vào ngày 10 tháng 1 năm 1950, Chính phủ Nhân dân tỉnh Thiểm Tây được thành lập và thủ phủ của tỉnh được thành lập tại Tây An. Cùng ngày, Báo cáo của Chính phủ Nhân dân tỉnh Thiểm Tây được công bố, với nội dung:
"Theo lệnh Trung ương, bổ nhiệm đồng chí Mã Minh Phương làm Chủ tịch Chính phủ Nhân dân tỉnh Thiểm Tây, các đồng chí Phó Chủ tịch... Mã Minh Phương và Chính phủ Nhân dân tỉnh tổ chức lễ nhậm chức tại Tây An vào ngày 10 tháng 1 năm 1950. Chính phủ Nhân dân tỉnh quyết tâm tuân thủ mục tiêu, quyết định của Chính phủ Nhân dân Trung ương và Ủy ban Quân sự và Chính trị Tây Bắc, đoàn kết nhân dân Thiểm Tây bằng mọi khả năng..."

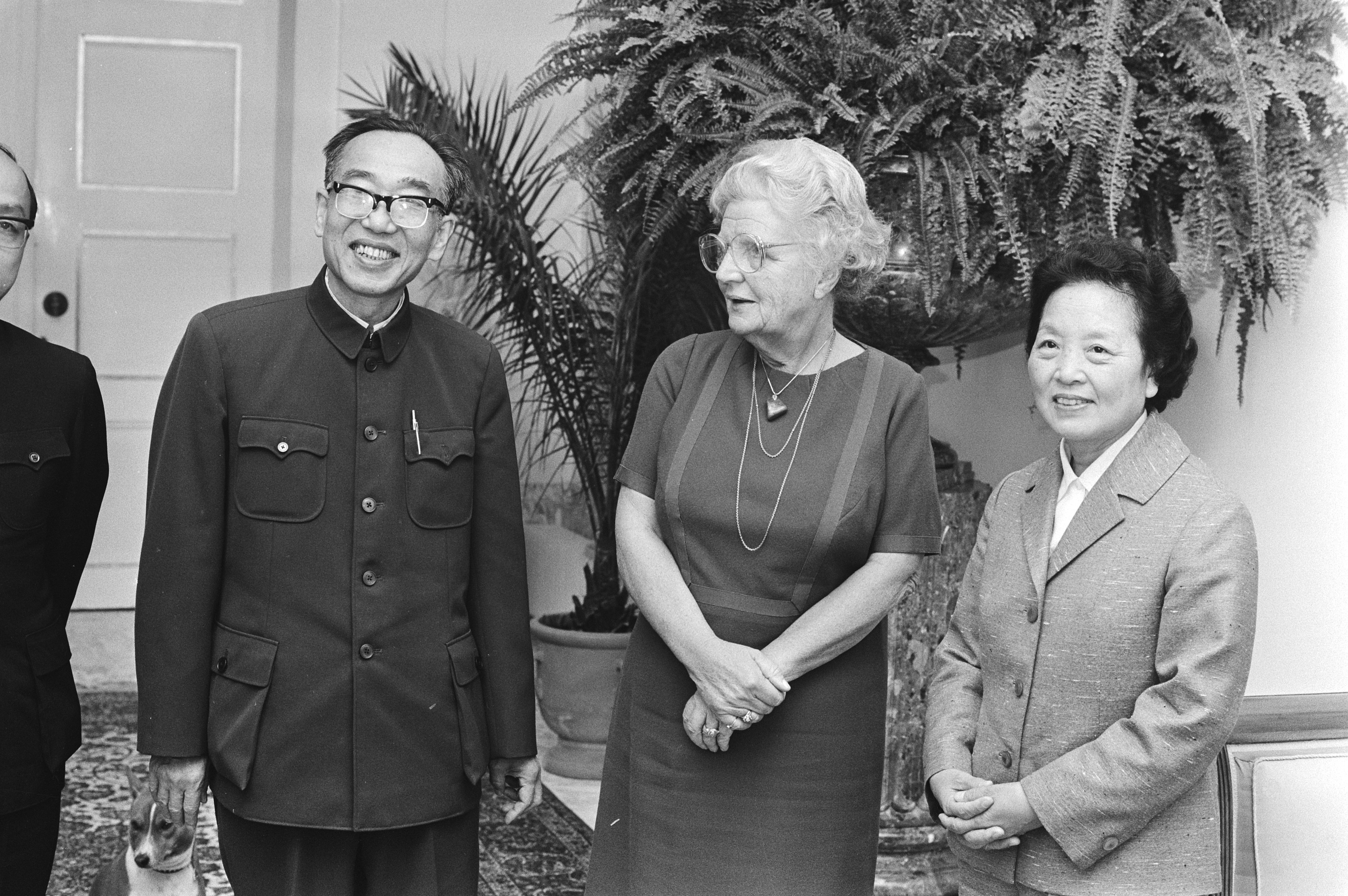
Vương Nhiệm Trọng (1917 – 1992) (thứ ba từ phải qua), nguyên Chủ nhiệm Ủy ban Cách mạng tỉnh Thiểm Tây (1978 – 1979).

Mã Minh Phương và Triệu Thọ Sơn là hai Chủ tịch Chính phủ Nhân dân tỉnh Thiểm Tây trong giai đoạn này. Năm 1954, Đại hội Đại biểu Nhân dân tỉnh Thiểm Tây được thành lập, theo Hiến pháp Cộng hòa Nhân dân Trung Hoa được thông qua năm 1954, cuộc họp lần thứ hai của Đại hội Đại biểu Nhân dân tỉnh Thiểm Tây đầu tiên đã được tổ chức từ ngày 26 tháng 12 đến ngày 31 tháng 12 năm đó, đổi tên chức vụ và bầu Tỉnh trưởng Ủy ban Nhân dân tỉnh. Triệu Thọ Sơn tái nhiệm (1955 – 1959), Triệu Bá Bình (1959 – 1963), Lý Khải Minh (1963 – 1966), Lý Thụy Sơn (1966 – 1967). Lý Thụy Sơn tiếp tục giữ vị trí Chủ nhiệm Ủy ban Quân Giải phóng Nhân dân Trung Quốc Kiểm soát tỉnh Thiểm Tây (1967 – 1968).
Ngày 01 tháng 5 năm 1968, Ủy ban Cách mạng tỉnh Thiểm Tây được thành lập tại Tây An. Lý Thụy Sơn lại được bầu làm Chủ nhiệm (1968 – 1978), và Vương Nhiệm Trọng (1978 – 1979). Tính đến nay, Vương Nhiệm Trọng là cán bộ cao cấp nhất về sau từng giữ vị trí Tỉnh trưởng Thiểm Tây, từng là Phó Tổng lý Quốc vụ viện, Bí thư Ban Bí thư Ủy ban Trung ương Đảng Cộng sản Trung Quốc, Trưởng Ban Tuyên truyền Trung ương Đảng Cộng sản Trung Quốc, Phó Ủy viên trưởng Ủy ban Thường vụ Đại hội Đại biểu Nhân dân Toàn quốc, Phó Chủ tịch Ủy ban Toàn quốc Hội nghị Hiệp thương Chính trị Nhân dân Trung Quốc, Lãnh đạo cấp Phó Quốc gia.
Vào tháng 12 năm 1979, cuộc họp thứ năm của Đại hội Đại biểu Nhân dân tỉnh Thiểm Tây đã quyết định Chính phủ Nhân dân tỉnh Thiểm Tây, theo nghị định Trung ương, bầu Tỉnh trưởng, Phó Tỉnh trưởng. Từ đó đến nay, các Tỉnh trưởng Chính phủ Nhân dân tỉnh Thiểm Tây có Vu Minh Đào (1979 – 1983), Lý Khánh Vĩ (1983 – 1986), Trương Bột Hưng (1986 – 1987), Hầu Tông Tân (1987 – 1990), Bạch Thanh Tài (1990 – 1994), Trình An Đông (1994 – 2002), Giả Trị Bang (2002 – 2004), Trần Đức Minh (2004 – 2006), Viên Thuần Thanh (2006 – 2010), Triệu Chính Vĩnh (2010 – 2012). Trong thời gian từ 2014 đến 2019, đã có điều tra về vụ việc xây dựng bất hợp phát tại Tần Lĩnh, Thiểm Tây, Triệu Chính Vĩnh bị Ủy ban Kiểm tra Kỷ luật Trung ương và Ủy ban Giám sát Nhà nước bắt giữ để điều tra do vi phạm kỷ luật và pháp luật nghiêm trọng.
Gần đây có Lâu Cần Kiệm, hiện đang là Bí thư Tỉnh ủy tỉnh Giang Tô, Hồ Hòa Bình, hiện là Bí thư Tỉnh ủy tỉnh Thiểm Tây và đương nhiệm Tỉnh trưởng Chính phủ Nhân dân tỉnh Thiểm Tây Lưu Quốc Trung. Cả ba đều là Ủy viên Ủy ban Trung ương Đảng Cộng sản Trung Quốc khóa XIX.

## Danh sách Tỉnh trưởng Chính phủ Nhân dân tỉnh Thiểm Tây
Từ năm 1949 tính đến hiện tại, Chính phủ Nhân dân tỉnh Thiểm Tây có 19 Tỉnh trưởng Chính phủ Nhân dân.
| STT                                                        | Tên                                                      | Quê quán                                                 | Sinh năm                                                 | Nhiệm kỳ                                                 | Chức vụ về sau (gồm hiện) | Chức vụ trước, tình trạng                                                                   |
| Chủ tịch Chính phủ Nhân dân tỉnh Thiểm Tây (1949 - 1955)   | Chủ tịch Chính phủ Nhân dân tỉnh Thiểm Tây (1949 - 1955) | Chủ tịch Chính phủ Nhân dân tỉnh Thiểm Tây (1949 - 1955) | Chủ tịch Chính phủ Nhân dân tỉnh Thiểm Tây (1949 - 1955) | Chủ tịch Chính phủ Nhân dân tỉnh Thiểm Tây (1949 - 1955) | Chủ tịch Chính phủ Nhân dân tỉnh Thiểm Tây (1949 - 1955) | Chủ tịch Chính phủ Nhân dân tỉnh Thiểm Tây (1949 - 1955)                                    |
| ---------------------------------------------------------- | -------------------------------------------------------- | -------------------------------------------------------- | -------------------------------------------------------- | -------------------------------------------------------- | --- | ------------------------------------------------------------------------------------------- |
| 1                                                          | Mã Minh Phương                                           | Mễ Chi, Thiểm Tây                                        | 1905 - 1974                                              | 05/1949 - 11/1952                                        | Nguyên Bộ trưởng Bộ Tài chính và Thương mại Trung Quốc, Nguyên Bí thư thứ nhất Tỉnh ủy tỉnh Thiểm Tây, Nguyên Phó Trưởng Ban Tổ chức Trung ương Đảng Cộng sản Trung Quốc. | Tỉnh trưởng đầu tiên của Thiểm Tây, qua đời năm 1974.                                       |
| 2                                                          | Triệu Thọ Sơn                                            | Tây An, Thiểm Tây                                        | 1894 - 1965                                              | 11/1952 - 02/1955                                        | Nguyên Ủy viên Ủy ban Cố vấn Trung ương Đảng Cộng sản Trung Quốc, Nguyên Bí thư Tỉnh ủy tỉnh Thanh Hải, Nguyên Tỉnh trưởng Chính phủ Nhân dân tỉnh Thanh Hải. | Qua đời năm 1965 tại Bắc Kinh.                                                              |
| Tỉnh trưởng Ủy ban Nhân dân tỉnh Thiểm Tây (1955 - 1967)   |                                                          |                                                          |                                                          |                                                          | |                                                                                             |
| 2                                                          | Triệu Thọ Sơn                                            | Tây An, Thiểm Tây                                        | 1894 - 1965                                              | 02/1955 - 07/1959                                        | Nguyên Ủy viên Ủy ban Cố vấn Trung ương Đảng Cộng sản Trung Quốc, Nguyên Bí thư Tỉnh ủy tỉnh Thanh Hải, Nguyên Tỉnh trưởng Chính phủ Nhân dân tỉnh Thanh Hải. | Qua đời năm 1965 tại Bắc Kinh.                                                              |
| 3                                                          | Triệu Bá Bình                                            | Tây An, Thiểm Tây                                        | 1902 - 1993                                              | 07/1959 - 03/1963                                        | Nguyên Thường vụ Ủy ban Toàn quốc Hội nghị Hiệp thương Chính trị Nhân dân Trung Quốc. | Qua đời năm 1993 tại Bắc Kinh.                                                              |
| 4                                                          | Lý Khải Minh                                             | Thần Trì, Sơn Tây                                        | 1915 - 2007                                              | 03/1963 - 05/1966                                        | Nguyên Ủy viên Ủy ban Cố vấn Trung ương Đảng Cộng sản Trung Quốc. | Qua đời năm 2007 tại Bắc Kinh.                                                              |
| 5                                                          | Lý Thụy Sơn                                              | Diên An, Thiểm Tây                                       | 1920 - 1997                                              | 06/1966 - 02/1967                                        | Nguyên Bí thư thứ nhất Tỉnh ủy tỉnh Thiểm Tây. | Lần thứ nhất làm Chủ nhiệm. Qua đời năm 1994 tại Tế Nam.                                    |
| Chủ nhiệm Ủy ban Cách mạng tỉnh Thiểm Tây (1967 - 1979)    |                                                          |                                                          |                                                          |                                                          | |                                                                                             |
| 5                                                          | Lý Thụy Sơn                                              | Diên An, Thiểm Tây                                       | 1920 - 1997                                              | 02/1967 - 12/1978                                        | Nguyên Bí thư thứ nhất Tỉnh ủy tỉnh Thiểm Tây, Nguyên Chủ nhiệm Ủy ban Kinh tế và Thương mại Quốc gia Trung Quốc, Nguyên Ủy viên Ủy ban Thường vụ Đại hội Đại biểu Nhân dân Toàn quốc Cộng hòa Nhân dân Trung Hoa. | Lần thứ nhất làm Chủ nhiệm. Qua đời năm 1994 tại Tế Nam.                                    |
| 6                                                          | Vương Nhiệm Trọng                                        | Hành Thủy, Hà Bắc                                        | 1917 - 1992                                              | 12/1978 - 02/1979                                        | Nguyên Phó Tổng lý Quốc vụ viện, Nguyên Bí thư Ban Bí thư Ủy ban Trung ương Đảng Cộng sản Trung Quốc, Nguyên Trưởng Ban Tuyên truyền Trung ương Đảng Cộng sản Trung Quốc, Nguyên Phó Ủy viên trưởng Ủy ban Thường vụ Đại hội Đại biểu Nhân dân Toàn quốc Nguyên Phó Chủ tịch Ủy ban Toàn quốc Hội nghị Hiệp thương Chính trị Nhân dân Trung Quốc, Nguyên Bí thư thứ nhất Tỉnh ủy tỉnh Thiểm Tây. | Lãnh đạo cấp Phó Quốc gia. Qua đời năm 1992 tại Bắc Kinh.                                   |
| Tỉnh trưởng Chính phủ Nhân dân tỉnh Thiểm Tây (1979 - nay) |                                                          |                                                          |                                                          |                                                          | |                                                                                             |
| 7                                                          | Vu Minh Đào                                              | Thâm Châu Hà Bắc                                         | 1917 - 2017                                              | 02/1979 - 08/1983                                        | Nguyên Tổng Kiểm toán Ủy ban Kiểm toán Nhà nước Trung Quốc (đầu tiên). | Qua đời năm 2017 tại Bắc Kinh.                                                              |
| 8                                                          | Lý Khánh Vĩ                                              | Hình Đài, Hà Bắc                                         | 1920 - 1994                                              | 04/1983 - 12/1986                                        | Nguyên Phó Chủ nhiệm Trung tâm Nghiên cứu Phát triển Quốc vụ viện Trung Quốc. | Qua đời năm 1994 tại Bắc Kinh.                                                              |
| 9                                                          | Trương Bột Hưng                                          | Bá Châu, Hà Bắc                                          | 1930 -                                                   | 12/1986 - 09/1987                                        | Nguyên Bí thư Tỉnh ủy tỉnh Thiểm Tây. | Trước đó là Phó Bí thư Tỉnh uỷ tỉnh Thiểm Tây.                                              |
| 10                                                         | Hầu Tông Tân                                             | Hình Đài, Hà Bắc                                         | 1929 - 2017                                              | 09/1987 - 03/1990                                        | Nguyên Phó Bí thư Ủy ban Kiểm tra Kỷ luật Trung ương Đảng Cộng sản Trung Quốc, Nguyên Ủy viên Ủy ban Thường vụ Đại hội Đại biểu Nhân dân Toàn quốc Cộng hòa Nhân dân Trung Hoa. | Mất năm 2017 tại Bắc Kinh.                                                                  |
| 11                                                         | Bạch Thanh Tài                                           | Hãn Châu Sơn Tây                                         | 1932 - 2016                                              | 03/1990 - 12/1994                                        | Nguyên Ủy viên Ủy ban Thường vụ Đại hội Đại biểu Nhân dân Toàn quốc Cộng hòa Nhân dân Trung Hoa. | Mất năm 2016.                                                                               |
| 12                                                         | Trình An Đông                                            | Hoài Nam An Huy                                          | 1936 -                                                   | 12/1994 - 05/2002                                        | Nguyên Bí thư Tỉnh ủy tỉnh Thiểm Tây, Nguyên Thường vụ Ủy ban Toàn quốc Hội nghị Hiệp thương Chính trị Nhân dân Trung Quốc. | Trước đó là Phó Bí thư Tỉnh uỷ tỉnh Thiểm Tây.                                              |
| 13                                                         | Giả Trị Bang                                             | Ngô Khởi, Thiểm Tây.                                     | 1946 -                                                   | 05/2002 - 10/2004                                        | Nguyên Cục trưởng Cục Lâm nghiệp Nhà nước Trung Quốc (hàm Bộ trưởng, Nguyên Thứ trưởng Bộ Dân chính Trung Quốc (hàm Bộ trưởng). | Trước đó là Phó Bí thư Tỉnh uỷ tỉnh Thiểm Tây.                                              |
| 14                                                         | Trần Đức Minh                                            | Thượng Hải                                               | 1949 -                                                   | 10/2004 - 06/2006                                        | Nguyên Bộ trưởng Bộ Thương mại Trung Quốc, Nguyên Hội trưởng Hiệp hội Quan hệ qua eo biển Trung Quốc, Nguyên Phó Chủ nhiệm Ủy ban Cải cách và Phát triển Quốc gia Cộng hòa Nhân dân Trung Hoa. | Trước đó là Phó Bí thư Tỉnh uỷ tỉnh Thiểm Tây.                                              |
| 15                                                         | Viên Thuần Thanh                                         | Hán Thọ, Hồ Nam                                          | 1952 -                                                   | 06/2006 - 06/2010                                        | Nguyên Bí thư Tỉnh ủy tỉnh Sơn Tây, Nguyên Phó Tổ trưởng Tiểu tổ Lãnh đạo công tác nông thôn Trung ương Trung Quốc. | Trước đó là Bí thư Thành ủy Tây An.                                                         |
| 16                                                         | Triệu Chính Vĩnh                                         | Mã An Sơn, An Huy                                        | 1951 -                                                   | 06/2010 - 12/2012                                        | Nguyên Bí thư Tỉnh ủy tỉnh Thiểm Tây. | Trước đó là Phó Bí thư Tỉnh uỷ tỉnh Thiểm Tây. Năm 2019 bị bắt giữ vì vi phạm nghiêm trọng. |
| 17                                                         | Lâu Cần Kiệm                                             | Tuân Nghĩa, Quý Châu                                     | 1956 -                                                   | 12/2012 - 03/2016                                        | Ủy viên Ủy ban Trung ương Đảng Cộng sản Trung Quốc khóa XIX, Bí thư Tỉnh ủy tỉnh Giang Tô, Nguyên Bí thư Tỉnh ủy tỉnh Thiểm Tây. | Trước đó là Thứ trưởng Bộ Công nghiệp và Công nghệ Thông tin Trung Quốc                     |
| 18                                                         | Hồ Hòa Bình                                              | Lâm Nghi, Sơn Tây                                        | 1962 -                                                   | 03/2016 - 01/2018                                        | Ủy viên Ủy ban Trung ương Đảng Cộng sản Trung Quốc khóa XIX, Bí thư Tỉnh ủy tỉnh Thiểm Tây. | Trước đó là Phó Bí thư Tỉnh uỷ tỉnh Thiểm Tây.                                              |
| 19                                                         | Lưu Quốc Trung.                                          | Tuy Hóa, Hắc Long Giang.                                 | 1962 -                                                   | 01/2018 -                                                | Ủy viên Ủy ban Trung ương Đảng Cộng sản Trung Quốc khóa XIX, Bí thư Tỉnh ủy tỉnh Thiểm Tây. | Trước đó là Tỉnh trưởng Chính phủ Nhân dân tỉnh Cát Lâm                                     |
| 20                                                         | Triệu Nhất Đức                                           | Thai ChâuChiết Giang                                     | 1965                                                     | 08/                                                      | Phó Bí thư Tỉnh ủy tỉnh Thiểm Tây, Tỉnh trưởng Chính phủ Nhân dân tỉnh Thiểm Tây. | Trước đó là Phó Bí thư Tỉnh uỷ tỉnh Hà Nam.                                                 |

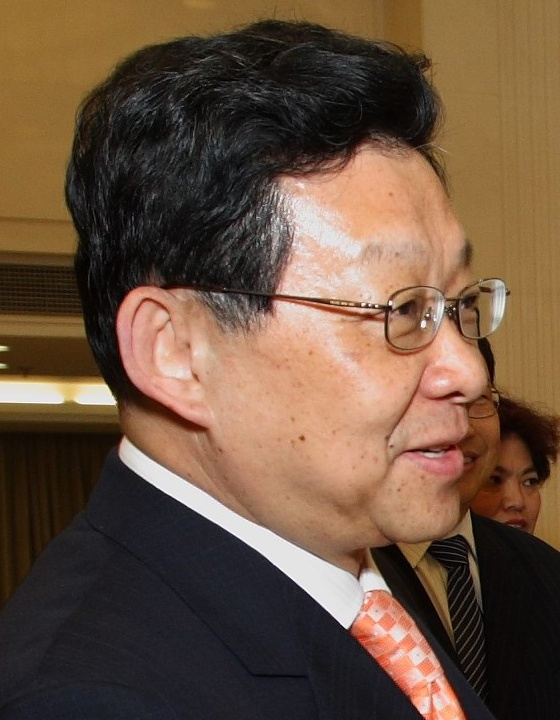
Trần Đức Minh (1949 -), nguyên Tỉnh trưởng Chính phủ Nhân dân tỉnh Thiểm Tây (2004 - 2006).
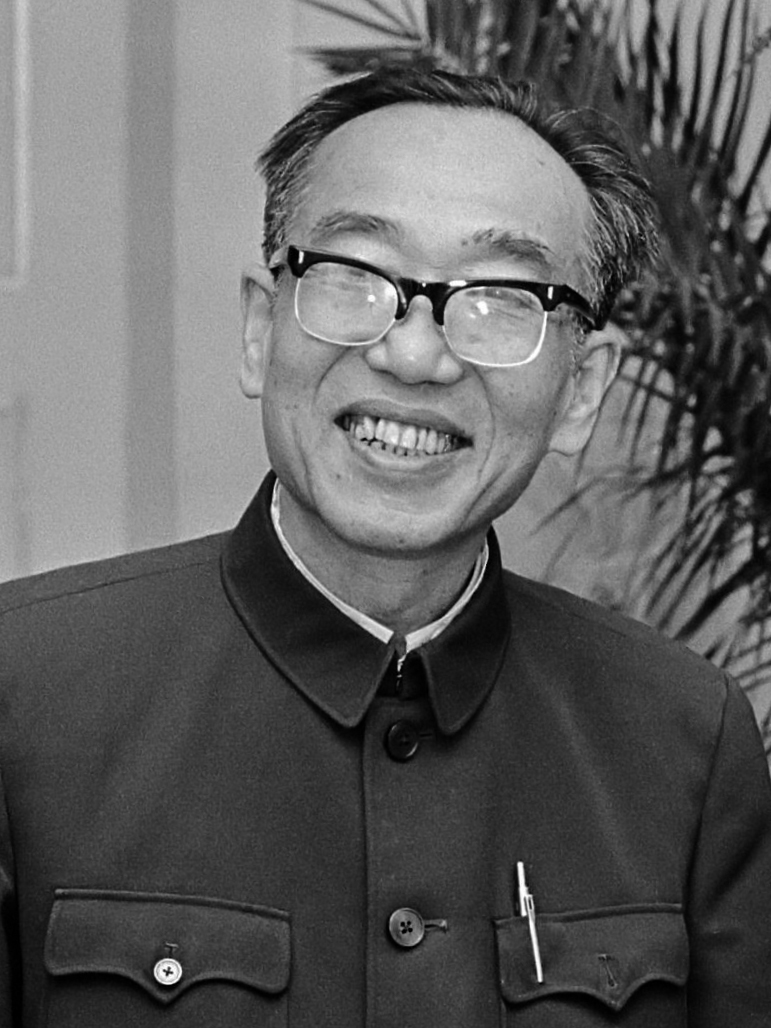
Vương Nhiệm Trọng (1917 - 1992), nguyên Phó Tổng lý Quốc vụ viện, nguyên Trưởng Ban Tuyên truyền Trung ương Đảng Cộng sản Trung Quốc, nguyên Chủ nhiệm Ủy ban Cách mạng tỉnh Thiểm Tây (1978 - 1979).

## Tên gọi khác của chức vụ Tỉnh trưởng Chính phủ Nhân dân

#### Chủ tịch Chính phủ Nhân dân tỉnh Thiểm Tây (1949 - 1955)

Thiểm Tây

- Mã Minh Phương, nguyên Chủ tịch Chính phủ Nhân dân tỉnh Thiểm Tây (1949 - 1952).
- Triệu Thọ Sơn, nguyên Chủ tịch Chính phủ Nhân dân tỉnh Thiểm Tây (1952 - 1955).

#### Tỉnh trưởng Ủy ban Nhân dân tỉnh Thiểm Tây (1955 - 1967)
- Triệu Thọ Sơn, nguyên Chủ tịch Chính phủ Nhân dân tỉnh Thiểm Tây (1955 - 1959).
- Triệu Bá Bình, nguyên Tỉnh trưởng Ủy ban Nhân dân tỉnh Thiểm Tây (1959 - 1963).
- Lý Khải Minh, nguyên Tỉnh trưởng Ủy ban Nhân dân tỉnh Thiểm Tây (1963 - 1966).
- Lý Thụy Sơn, nguyên Tỉnh trưởng Ủy ban Nhân dân tỉnh Thiểm Tây (1966 - 1967).

#### Chủ nhiệm Ủy ban Quân Giải phóng Nhân dân Trung Quốc Kiểm soát tỉnh Thiểm Tây (1967 - 1968)
- Lý Thụy Sơn, nguyên Chủ nhiệm Ủy ban Quân Giải phóng Nhân dân Trung Quốc Kiểm soát tỉnh Thiểm Tây (1967 - 1968).

#### Chủ nhiệm Ủy ban Cách mạng tỉnh Thiểm Tây (1968 - 1979)
- Lý Thụy Sơn, nguyên Chủ nhiệm Ủy ban Cách mạng tỉnh Thiểm Tây (1968 - 1978).
- Vương Nhiệm Trọng, nguyên Chủ nhiệm Ủy ban Cách mạng tỉnh Thiểm Tây (1978 - 1979).

## Các lãnh đạo quốc gia Trung Quốc từng là Tỉnh trưởng Chính phủ Nhân dân tỉnh Thiểm Tây

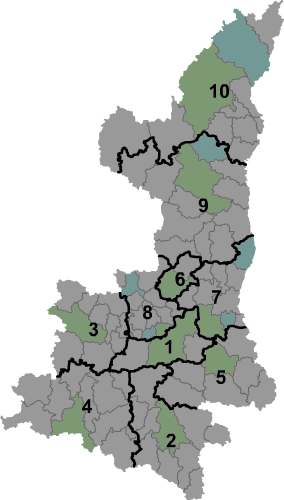
Bản đồ Thiểm Tây

Trong quãng thời gian từ năm 1949 đến nay, Chính phủ Nhân dân tỉnh Thiểm Tây chưa có lãnh đạo quốc gia nào từng giữ vị trí Tỉnh trưởng Chính phủ Nhân dân.
Chỉ có một cán bộ cao cấp từng là Thủ trưởng tỉnh, đó là:
- Vương Nhiệm Trọng (1917 - 1992), nguyên Phó Tổng lý Quốc vụ viện, nguyên Bí thư Ban Bí thư Ủy ban Trung ương Đảng Cộng sản Trung Quốc, nguyên Trưởng Ban Tuyên truyền Trung ương Đảng Cộng sản Trung Quốc, nguyên Phó Ủy viên trưởng Ủy ban Thường vụ Đại hội Đại biểu Nhân dân Toàn quốc, nguyên Phó Chủ tịch Ủy ban Toàn quốc Hội nghị Hiệp thương Chính trị Nhân dân Trung Quốc.